# Canine idiopathische Lungenfibrose
Die canine idiopathische Lungenfibrose ist eine Erkrankung des Zwischengewebes (Interstitium) der Lunge, die ohne erkennbare Ursache (idiopathisch) entsteht. Sie tritt vor allem bei mittelalten und alten Tieren und gehäuft bei einigen Terrierrassen (West Highland White Terrier, Staffordshire Bullterrier, Scottish Terrier) auf. Sie entspricht in der Pathologie der kryptogenen organisierenden Pneumonie des Menschen.

## Klinisches Bild
Klinisch äußert sich die Erkrankung in einer fortschreitenden Atemnot, die vor allem bei der Einatmung auftritt. Die Atemfrequenz ist erhöht (Tachypnoe), es kommt zu Blauverfärbungen der Schleimhaut (Zyanose) und der Bewegungstrieb vermindert sich zunehmend. Im fortgeschrittenen Stadium ist die Atemnot schon in Ruhe ausgeprägt und der Hund atmet mit weit geöffnetem Maul. Husten ist vor allem in der Frühphase der Erkrankung häufig. Bei übergewichtigen Tieren sind die Symptome verstärkt. Sekundär kann es zu einem Lungenhochdruck (pulmonale Hypertonie) und zu einer Verdickung der rechten Herzkammer (Rechtsherzhypertrophie) kommen.
Beim Abhören der Lunge (Auskultation) sind deutliche Knistergeräusche zu hören. Im Röntgenbild zeigt sich eine Verdichtung des Lungengewebes mit deutlich hervortretender Zeichnung der Bronchien. Die Lunge erscheint verkleinert, die Luftröhre erweitert.
Die Diagnose ist klinisch nur als Verdacht zu stellen. Die hochauflösende Computertomographie (High Resolution CT) kann die Erkrankung mit hoher Sicherheit feststellen, ist aber in der Tiermedizin kaum verfügbar. Eine Sicherung kann daher nur mit einer Lungenbiopsie und anschließender pathologischer Untersuchung erfolgen, wobei die Lungenbiopsie nicht ohne Risiko ist.
Differentialdiagnostisch müssen eine chronisch obstruktive Lungenerkrankung und eine Herzinsuffizienz ausgeschlossen werden.

## Behandlung
Da die Ursache nicht bekannt ist, ist eine kausale Therapie nicht möglich. Bei stark übergewichtigen Tieren wird durch Gewichtsreduktion eine deutliche Verbesserung der Symptomatik erreicht. Bisherige Therapieversuche mit entzündungshemmenden und das Immunsystem unterdrückenden Medikamenten (Prednisolon, Cyclophosphamid, Azathioprin) führten in einigen Fällen zu einer Verbesserung des klinischen Bildes. Hier ist aber mit Therapieversagern und zum Teil deutlichen Nebenwirkungen zu rechnen.